# موستوولان-کولونگا
موستوولان-کولونگا (به لاتین: Mostowlany-Kolonia) یک روستا در لهستان است که در گمینا میخاوووو واقع شده‌است.